# 秦玉峰
秦玉峰（1958年1月—），曾任山東東阿阿膠集團有限責任公司，以及山東東阿阿膠股份有限公司董事總經理。
他在1974年加入山東東阿阿膠廠若干工作，包括任设备动力科长、处长，厂长助理、副总经理、常务副总经理、从事设备动力、采购供应、生产制造、技术改造、质量管理、研发管理、市场营销等工作，到現時山東東阿阿膠集團有限責任公司，以及山東東阿阿膠股份有限公司董事總經理工作至今。他畢業於中國聊城大学工商管理碩士、清华大学总裁研修班、北京大学工商管理碩士研修班、山东中医药大学特聘教授，以及国研斯坦福中国企业新领袖培训班学习學位。
值得一提，他是唯一繼承阿胶炼制技艺人。
2022年3月，秦玉峰因涉嫌严重违纪违法，接受中共华润医药控股有限公司纪委和山东省聊城市监察委员会纪律审查和监察调查。
2022年7月28日，被山东省人大常委会罢免全国人民代表大会代表职务，代表资格终止。10月13日，被中华人民共和国文化和旅游部取消国家级非物质文化遗产代表性传承人资格。

## 外部連結
- 东阿阿胶集团秦玉峰：寻找遗失的阿胶 齊魯網 （页面存档备份，存于）
- 秦玉峰：阿膠傳人的憂與思 證券之星 （页面存档备份，存于）
- 东阿阿胶秦玉峰:承阿胶精神 传千年文化 中國山東網